# Ganjār
Ganjār (persiska: گنجار) är ett samhälle i Iran.   Det ligger i provinsen Gilan, i den nordvästra delen av landet, 240 km nordväst om huvudstaden Teheran. Ganjār ligger 125 meter över havet och antalet invånare är 780.
Terrängen runt Ganjār är kuperad åt sydväst, men åt nordost är den platt.Runt Ganjār är det ganska tätbefolkat, med 111 invånare per kvadratkilometer. Närmaste större samhälle är Fūman, 13,6 km norr om Ganjār. I omgivningarna runt Ganjār växer i huvudsak blandskog.